# Victor Koos
Pour les articles homonymes, voir Koos.
Joseph Victor Koos, né le 12 novembre 1863 à Lyon (1er arrondissement) et mort le 15 juin 1925 à Paris (15e arrondissement), est un peintre français.

## Biographie
Il est un élève et ami de Puvis de Chavannes. À partir de 1885, il collabore à certaines des œuvres majeures de Puvis de Chavannes et en achève un certain nombre à la mort de ce dernier. 
En 1895, il rejoint la Bibliothèque de l'Association fondée par Fernand Clerget. Ces compositions sont traduites en gravures par Maurice Dumont.

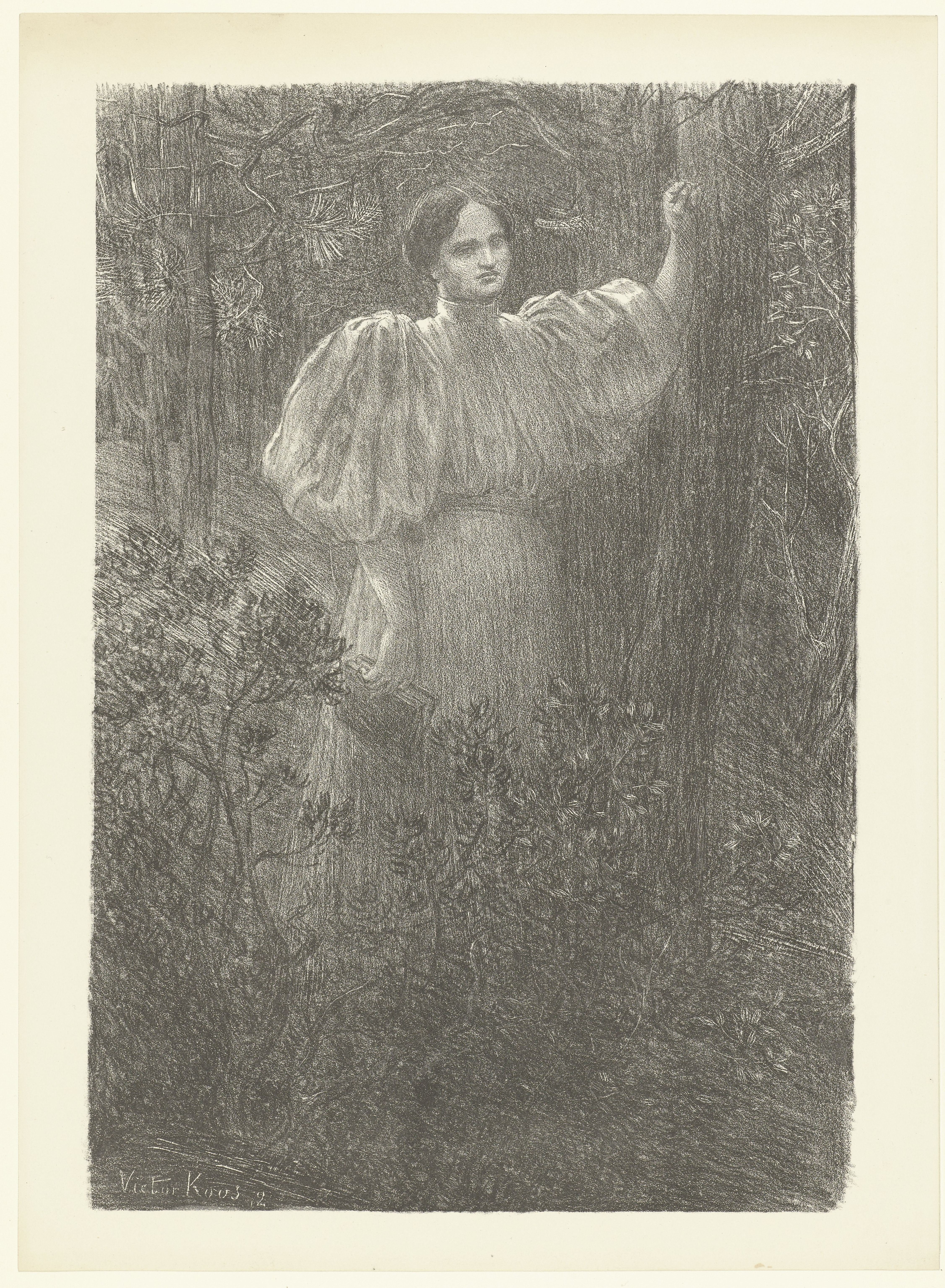
Solitude, eau-forte éditée par Dumont dans L'Épreuve - Album d'art (1895).

Victor Koos meurt en 1925 à Paris,.